# Kuurajärvi, Övertorneå kommun
Kuurajärvi är en ort i Övertorneå kommun och Övertorneå socken. Byn ligger på sjön Kuurajärvis västra strand, bredvid sjön Valkeajärvi. Kuurajärvi ligger 5 kilometer nordost om orten Jänkisjärvi.
Sökningar på sidan Ratsit i augusti 2015 visar 3 personer över 16 års ålder folkbokförda i Kuurajärvi.

## Etymologi
Kuura är finska för rimfrost eller frost och järvi betyder sjö.